# Gyorskorcsolya az 1964. évi téli olimpiai játékokon
Az 1964. évi téli olimpiai játékokon a gyorskorcsolya versenyszámait Innsbruckban rendezték január 30. és február 7. között. A sportágban négy-négy férfi és női versenyszámot rendeztek.

## Részt vevő nemzetek
A versenyeken 22 nemzet 134 sportolója vett részt.
- Ausztria (AUT) (7)
- Belgium (BEL) (1)
- Csehszlovákia (TCH) (2)
- Dánia (DEN) (1)
- Dél-Korea (KOR) (4)
- Egyesült Államok (USA) (15)
- Észak-Korea (PRK) (9)
- Finnország (FIN) (10)
- Franciaország (FRA) (3)
- Hollandia (NED) (5)
- Japán (JPN) (8)
- Kanada (CAN) (4)
- Lengyelország (POL) (3)
- Magyarország (HUN) (3)
- Mongólia (MGL) (3)
- Nagy-Britannia (GBR) (5)
- Egyesített Csapat (EUN) (13)
- Norvégia (NOR) (9)
- Olaszország (ITA) (2)
- Svájc (SUI) (3)
- Svédország (SWE) (10)
- Szovjetunió (URS) (16)

## Éremtáblázat
(Az egyes számoszlopok legmagasabb értéke, vagy értékei vastagítással kiemelve.)
| Az 1964. évi téli olimpiai játékok éremtáblázata gyorskorcsolyában | Az 1964. évi téli olimpiai játékok éremtáblázata gyorskorcsolyában | Az 1964. évi téli olimpiai játékok éremtáblázata gyorskorcsolyában | Az 1964. évi téli olimpiai játékok éremtáblázata gyorskorcsolyában | Az 1964. évi téli olimpiai játékok éremtáblázata gyorskorcsolyában | Olimpia  |
| ------------------------------------------------------------------ | ------------------------------------------------------------------ | ------------------------------------------------------------------ | ------------------------------------------------------------------ | ------------------------------------------------------------------ | -------- |
|                                                                    | Ország                                                             | Arany                                                              | Ezüst                                                              | Bronz                                                              | Összesen |
| 1.                                                                 | Szovjetunió (URS)                                                  | 5                                                                  | 5                                                                  | 2                                                                  | 12       |
| 2.                                                                 | Norvégia (NOR)                                                     | 1                                                                  | 3                                                                  | 3                                                                  | 7        |
| 3.                                                                 | Egyesült Államok (USA)                                             | 1                                                                  | 0                                                                  | 0                                                                  | 1        |
| 3.                                                                 | Svédország (SWE)                                                   | 1                                                                  | 0                                                                  | 0                                                                  | 1        |
|                                                                    |                                                                    |                                                                    |                                                                    |                                                                    |          |
| 5.                                                                 | Finnország (FIN)                                                   | 0                                                                  | 1                                                                  | 1                                                                  | 2        |
| 6.                                                                 | Észak-Korea (PRK)                                                  | 0                                                                  | 1                                                                  | 0                                                                  | 1        |
| 6.                                                                 | Hollandia (NED)                                                    | 0                                                                  | 1                                                                  | 0                                                                  | 1        |
|                                                                    |                                                                    |                                                                    |                                                                    |                                                                    |          |
| Összesen                                                           | Összesen                                                           | 8                                                                  | 11                                                                 | 6                                                                  | 25       |

## Érmesek
A rövidítések jelentése a következő:
- WR: világrekord
- OR: olimpiai rekord

### Férfi
| Az 1964. évi téli olimpiai játékok érmesei férfi gyorskorcsolyában |                                          |         |                                      |         |                                   |              |
| Versenyszám                                                        | Arany                                    | Arany   | Ezüst                                | Ezüst   | Bronz                             | Bronz        |
| 500 m                                                              | Terry McDermott · Egyesült Államok (USA) | 40,1    | Jevgenyij Grisin · Szovjetunió (URS) | 40,6    | nem adták ki                      | nem adták ki |
| 500 m                                                              | Terry McDermott · Egyesült Államok (USA) | 40,1    | Vlagyimir Orlov · Szovjetunió (URS)  | 40,6    | nem adták ki                      | nem adták ki |
| 500 m                                                              | Terry McDermott · Egyesült Államok (USA) | 40,1    | Alv Gjestvang · Norvégia (NOR)       | 40,6    | nem adták ki                      | nem adták ki |
| 1500 m                                                             | Ants Antson · Szovjetunió (URS)          | 2:10,3  | Kees Verkerk · Hollandia (NED)       | 2:10,6  | Villy Haugen · Norvégia (NOR)     | 2:11,2       |
| 5000 m                                                             | Knut Johannesen · Norvégia (NOR)         | 7:38,4  | Per Ivar Moe · Norvégia (NOR)        | 7:38,6  | Fred Anton Maier · Norvégia (NOR) | 7:42,0       |
| 10 000 m                                                           | Jonny Nilsson · Svédország (SWE)         | 15:50,1 | Fred Anton Maier · Norvégia (NOR)    | 16:05,3 | Knut Johannesen · Norvégia (NOR)  | 16:06,3      |

### Női
| Az 1964. évi téli olimpiai játékok érmesei női gyorskorcsolyában |                                         |        |                                           |        |                                            |              |
| Versenyszám                                                      | Arany                                   | Arany  | Ezüst                                     | Ezüst  | Bronz                                      | Bronz        |
| 500 m                                                            | Ligyija Szkoblikova · Szovjetunió (URS) | 45,0   | Irina Jegorova · Szovjetunió (URS)        | 45,4   | Tatyjana Szidorova · Szovjetunió (URS)     | 45,5         |
| 1000 m                                                           | Ligyija Szkoblikova · Szovjetunió (URS) | 1:33,2 | Irina Jegorova · Szovjetunió (URS)        | 1:34,3 | Kaija Mustonen · Finnország (FIN)          | 1:34,8       |
| 1500 m                                                           | Ligyija Szkoblikova · Szovjetunió (URS) | 2:22,6 | Kaija Mustonen · Finnország (FIN)         | 2:25,5 | Albertyina Kolokolceva · Szovjetunió (URS) | 2:27,1       |
| 3000 m                                                           | Ligyija Szkoblikova · Szovjetunió (URS) | 5:14,9 | Valentyina Sztyenyina · Szovjetunió (URS) | 5:18,5 | nem adták ki                               | nem adták ki |
| 3000 m                                                           | Ligyija Szkoblikova · Szovjetunió (URS) | 5:14,9 | Han Philhva · Észak-Korea (PRK)           | 5:18,5 | nem adták ki                               | nem adták ki |